# Kill Rock 'N Roll
«Kill Rock 'n Roll» — це третя пісня з альбому Hypnotize, американського гурту «System of a Down». Композиція була видана як промо-сингл у 2006 році. Ця пісня була однією з небагатьох, яку група випустила перед випуском альбому. Пісня, написана  Дарон Малакяном, розповідає про те, як одного разу вночі Малакян переїхав кролика по кличці Рок-н-рол на своєму автомобілі. Наступної ночі, коли він прийшов додому, він побачив іншого кролика, схожого на Рок-н-рола, після чого «відчув себе найбільшою скотиною».

## Видання
Автор музики і слів Дарон Малакян. 
| #  | Назва                      | Тривалість |
| -- | -------------------------- | ---------- |
| 1. | «Kill Rock 'n Roll» (Edit) | 2:34       |
| 2. | «Kill Rock 'n Roll»        | 2:28       |